# Rhyzodiastes montrouzieri
Rhyzodiastes montrouzieri es una especie de escarabajo terrestre, categorizada en la tribu Clinidiini, de la subfamilia Rhysodinae.
Se atribuye su descripción al entomólogo de origen francés Auguste Chevrolat, quien la citó por primera vez en 1875. La especie aparece registrada en la sección Description de trois nouvelles espèces de Rhizodes de Annales de la Société Entomologique de France, (5), 5, Bulletin: CLXXXII-CLXXXIII, publicada por Chevrolat, L.A.A. en 1876.

## Descripción
La especie mide 5–7,5 mm de longitud (0,20-0,30 pulgadas). Cuenta con mechones o pelaje abundante a lo largo de su cuerpo, pronoto relativamente ancho con márgenes laterales curvados, calcar pequeño y puntiagudo, quilla externa ovalada y muy punzante.

## Distribución
Se distribuye por Oceanía, en Nueva Caledonia.